# Miloš Kratochvíl
Miloš Kratochvíl (Karlovy Vary, 26 aprile 1996) è un calciatore ceco, centrocampista dello Spartak Trnava.

## Caratteristiche tecniche
È un centrocampista centrale.

## Carriera

### Club
Ha giocato nella prima divisione ceca ed in quella slovacca.

### Nazionale
Ha giocato nella nazionale ceca Under-19.
L'11 novembre 2017 ha esordito con la nazionale Under-21 ceca disputando il match di qualificazione per gli Europei Under-21 2019 vinto 3-1 contro San Marino.

## Palmarès

### Club

#### Competizioni nazionali
- Coppa di Slovacchia: 1

Spartak Trnava: 2024-2025